# Накрінсан
Накрінсан (д/н — бл. 80 до н. е.) — цар (коре) Куша в 100—80 роках до н. е.

## Життєпис
Син або небіж царя Таньїдамані. Посів трон близько 100 року до н. е. Відомий лише з фрагменту таблиці пожертвувань, яка знайдена в Мерое в піраміді № 13. Його ім'я записано єгипетськими ієрогліфами, але закінчення картуша відсутня. Незрозуміло, чи була втрачена частина імені царя або ж воно зберіглося цілком.
Піраміда, в якій знаходилася таблиця, зв'язується з місцем поховання Накрінсана. За стилем зображень у храмі при піраміді, вона датується першою половиною I століття до н. е. Спадкував йому також недостатньо відомий цар Канахт-....